# Maestro Honoré

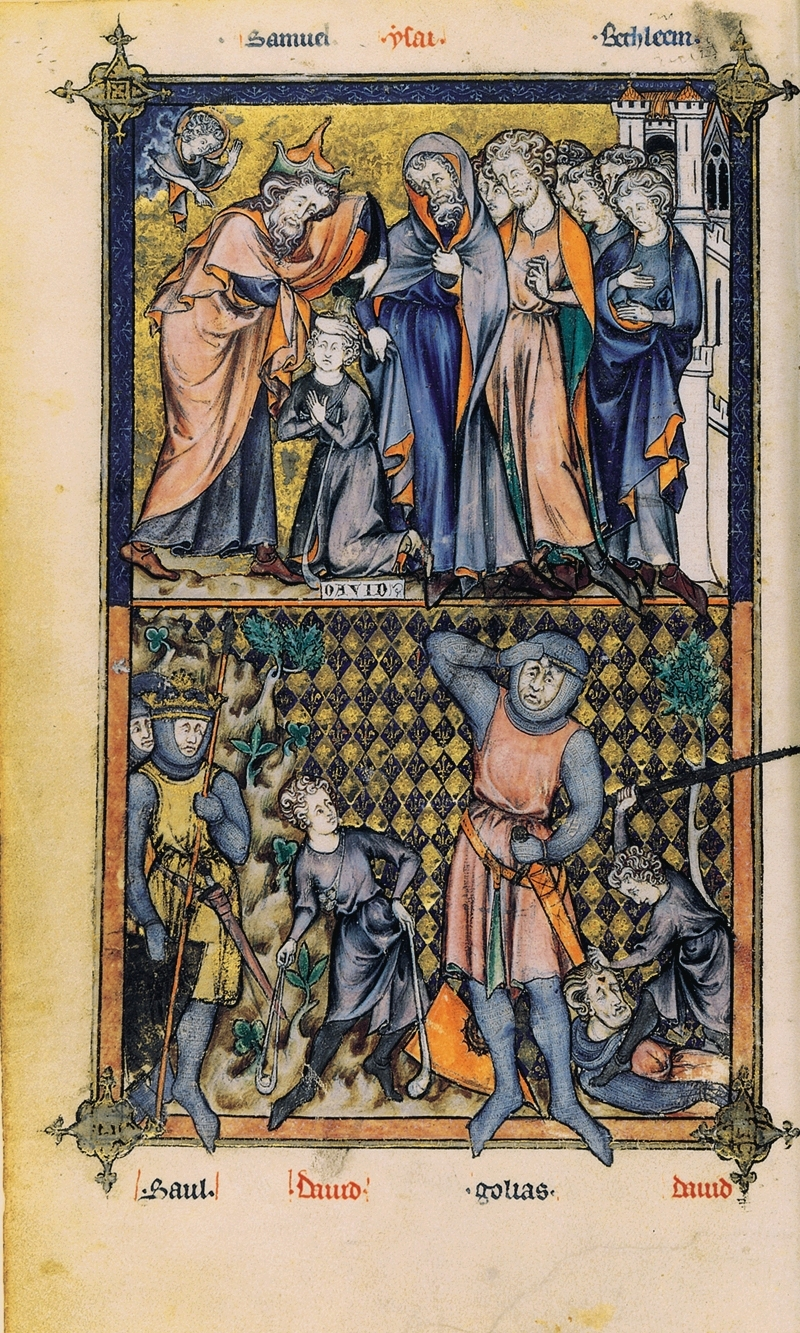
Breviario di Filippo il Bello, folio 7v. Parigi, Bibliothèque Nationale, 1296.

Maestro Honoré (Amiens, ... – ...; fl. circa 1288-1300) è stato un miniatore francese.

## Biografia
Nel 1288 la bottega di Maestro Honoré era situata nei pressi della chiesa di Saint-Séverin, in rue Herenenboc-de-Bria, odierna rue Boutebrie, al tempo il quartiere parigino dei miniatori; in quell'anno Honoré acquistò il Decretum Gratiani, manoscritto conservato alla Biblioteca municipale di Tours (n. 558), di cui eseguì la decorazione del frontespizio. La notizia deriva da una nota in latino presente sullo stesso manoscritto a c. 351r. L'elevato valore dell'attività del Maestro Honoré risulta dall'ingente versamento, documentato dal "Livre de la taille" del 1292, effettuato come capobottega per il pagamento delle tasse annuali, insieme alla somma inferiore versata dal genero Richard de Verdun e al misero versamento effettuato da un assistente di nome Thomassin. L'importanza del Maestro Honoré e l'alto livello della sua committenza si conferma con il secondo manoscritto attribuibile per via documentaria; nel 1296 egli ricevette dal re il pagamento per la decorazione del cosiddetto Breviario di Filippo il Bello (Parigi, BNF, lat. 1023). Nel 1318 l'attività di Honoré fu rilevata da Richard de Verdun e Jean de la Mare.
Tra le opere attribuite al Maestro su base stilistica vi è la prima copia miniata della Somme le Roy (Londra, British Library, add. ms. 54180).

## Stile

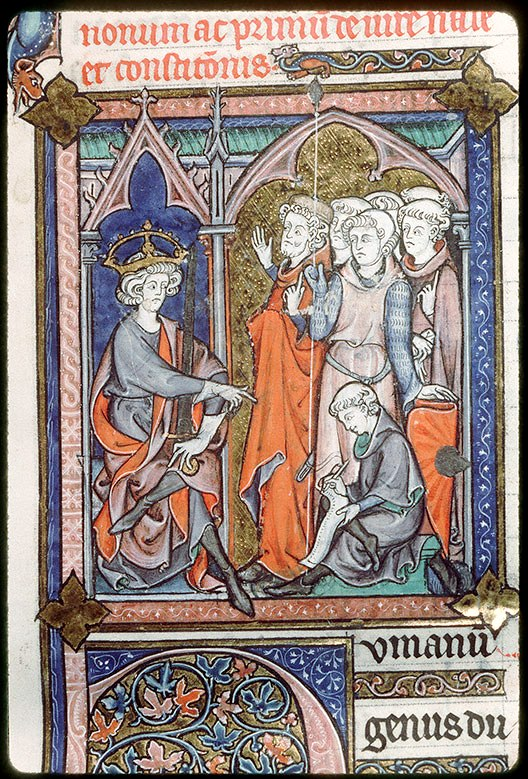
Decretum Gratiani. Bibliothèque municipale de Tours, 1288.

È nel XIII secolo che l'arte della miniatura trova a Parigi nuova linfa all'interno delle botteghe dei laici, dove si formano le figure stilizzate di Villard de Honnecourt, inserite entro pagine che conservano la struttura architettonica e preziosa dei piccoli oggetti di oreficeria e gli sfondi bidimensionali dell'arte vetraria. L'opera di Honoré rappresenta il collegamento tra questo stile parigino della metà del XIII secolo, esemplificato dal Salterio di San Luigi (Parigi, BNF, lat. 10525) datato intorno al 1256, e il brusco scarto rispetto alla tradizione avvenuto nell'opera di Jean Pucelle. Inizia insensibilmente con Honoré il passaggio verso una nuova plasticità delle forme, ottenuta anche attraverso il chiaroscuro e lo scorcio, la ricerca di una maggiore interazione tra le figure, attraverso posture meno formali e il tentativo di allontanarsi dalla linearità e dagli sfondi piani.
Le fluenti fisionomie di Maestro Honoré sono state accostate a quelle dell'orafo senese Guccio di Mannaia.